# Princeps senatus
Princeps senatus är en titel som översatt betyder förste senator. Ämbetet var ursprungligen honorärt och förlänte innehavaren mer prestige än makt. För att utses till princeps senatus måste man
- vara patricier
- ha tjänat som konsul i senaten
- ha ett oklanderligt rykte bland sina kolleger

Ofta var innehavarna av detta ämbete äldre senatorer, som också tjänat som censor. Det var censorerna som tillsatte ämbetet, ämbetsperioden varade i 5 år (liksom för censorerna). Ämbetsperioden kunde förlängas av censorerna och det fanns ingen formell gräns för hur länge en senator kunde inneha ämbetet.
Under den tidiga republiken var princeps senatus en hederstitel. Innehavaren var den medlem av den romerska senaten som stod högst i rang och alltid tillfrågades om sin uppfattning först. Under senrepubliken fick ämbetet en annan innebörd. Princeps senatus blev en sorts talman i senaten med följande uppgifter:
- att sammankalla och öppna senatens möten
- att bestämma dagordningen
- att bestämma plats för mötet
- att hålla ordning och ådöma regler vid mötet
- att representera senaten vid möten med utländska sändebud
- att i senatens namn skriva brev och utskick

I och med den romerska republikens fall togs ämbetets befogenheter över av kejsaren.  